# Поляны (Львовский район)
Поляны (укр. Поляни) — село в Жолковской городской общине Львовского района Львовской области Украины.
Занимает площадь 17,60 км². Почтовый индекс — 80355. Телефонный код — 3252.